# Вітряні млини села Микільська Борщагівка

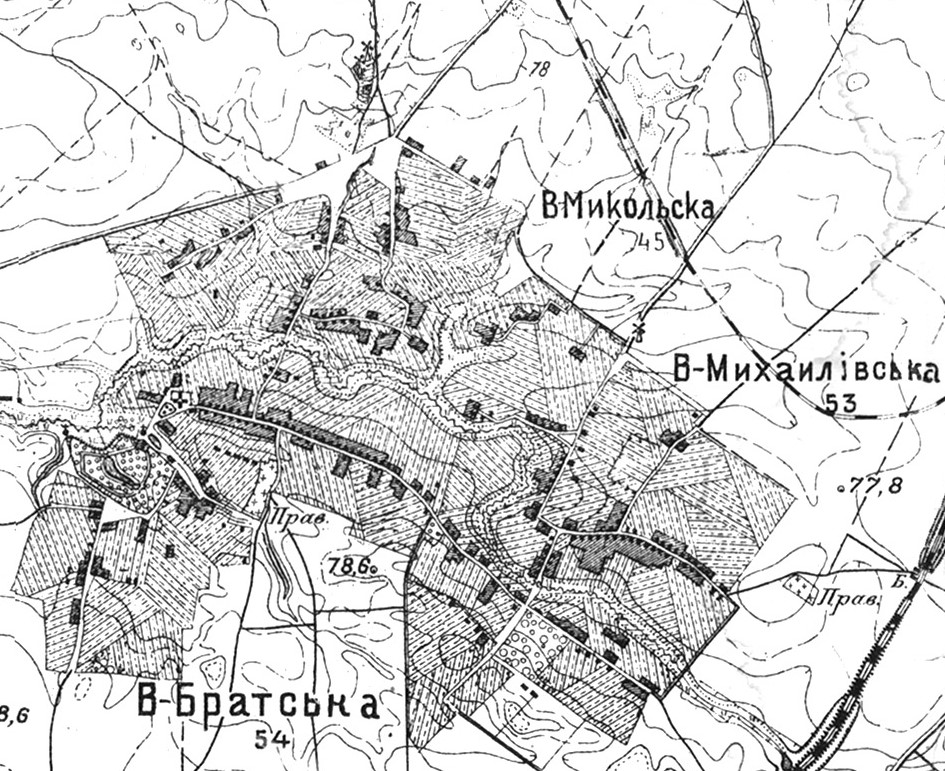
Вітряки на карті 1897/1918 років

Вітряні млини села Микільська Борщагівка — втрачені вітряки, що існували в селі Микільська Борщагівка (нині — частина Києва) з кінця XIX століття. Належали до групи вітряків у приміській смузі Києва.

## Історія
.

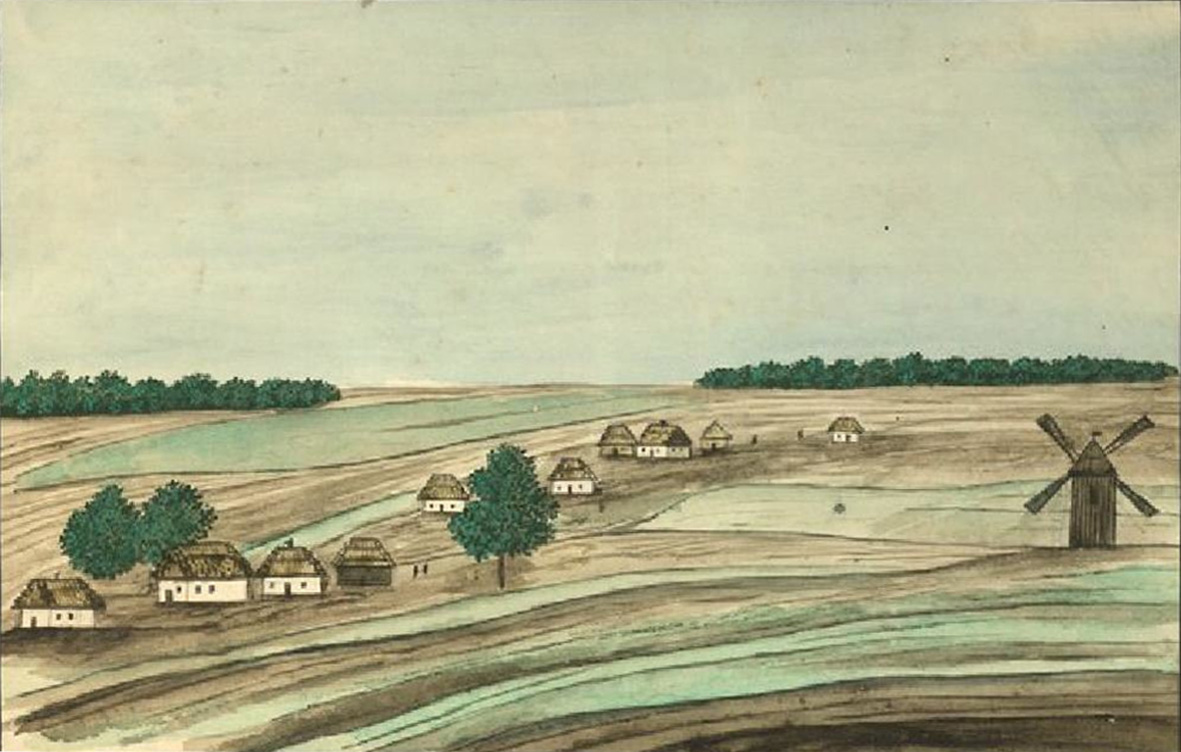
Вітряк на малюнку Домініка де ля Фліза

Вперше вітряний млин у селі Микільська Борщагівка змальовано ще 1854 року Домініком Де ля Флізом.
Одна із перших згадок про вітряні млини у селі Микільська Борщагівка міститься у довіднику «Список населеных мест Киевской губернии» (1900): «У селі є один вітряний млин, що належав Максиму Сафонову, у млині працював сам власник».
Проте у документі «Список власників млинів, кузень та інших підприємств за 1907 рік» у селі Микільська Борщагівка зафіксовано два вітряки - обидва належали Максиму Сафонову.
Можливо, у довіднику 1900 року переплутано Михайлівську та Микільську Борщагівки. У другій справді існувало два вітряки, тоді як довідник зазначає лише один. Тож ймовірно, згадка про те, що у Михайлівській Борщагівці було два вітряки, серед них один — Данила Коваленка, стосуються саме Микільської Борщагівки. А від Данила Коваленка вітряк міг перейти у власність до Максима Сафонова.
Вітряки зникли ще, ймовірно, у 1920-х-1930-х роках. Принаймні, на топографічній карті 1932 року ці вітряки не позначено на тих місцях, на яких їх позначила карта 1897/1918 років. Час зникнення невідомий. Єдиним зображенням вітряка у селі зокрема і у приміській смузі Києва загалом є малюнок Домініка Де ля Фліза.

## Локалізація вітряків на сучасній місцевості
Топографічна карта 1897/1918 років дає змогу локалізувати вітряк якнайточніше. Вони стояли приблизно у районі стику сучасних вулиць Пшеничної та Якутської.